# Breaking vid olympiska sommarspelen 2024
Breakingtävlingen i breakdance vid de olympiska sommarspelen 2024 pågick från 9 till 10 augusti på  Place de la Concorde, och det var sportens officiella debut i programmet.
Breaking introducerades vid olympiska sommarspelen 2024 i Paris som en ny (tillfällig) sport. Breaking var den första danssportgrenen som inkluderats i ett sommar-OS. Efter att sporten ingått vid ungdoms-OS 2018 i Buenos Aires bekräftades breaking som en av fyra nya sporter till OS i Paris, tillsammans med skateboard, sportklättring och surfing. IOK:s ordförande Thomas Bach sa att breaking lades till som en del i ett försök att öka ungdomars intresse för OS.
Trots att USA är breakdancens födelseplats kommer sporten inte att inkluderas vid de olympiska sommarspelen 2028 i Los Angeles; IOK:s sportchef Kit McConnell sa i ett uttalande att "Det är upp till varje lokal organisationskommitté att avgöra vilka [ytterligare] sporter som passar in i deras vision av spelen. Breaking passade väldigt väl in i Paris vision om ett ungdomsfokuserat och urbant arrangemang." Till Los Angeles 2028 har organisatörerna valt att inkludera baseball, softball, cricket, flaggfotboll, lacrosse och squash.
Totalt trettiotre breakare (sexton b-boys och sjutton b-girls) deltog i tävlingen.

## Medaljörer
| Breaking            | Guld                          | Silver                          | Brons                      |
| B-Boys Detaljer...  | Philip Kim Phil Wizard Kanada | Danis Civil Dany Dann Frankrike | Victor Montalvo Victor USA |
| B-Girls Detaljer... | Ami Yuasa Ami Japan           | Dominika Banevič Nicka Litauen  | Liu Qingyi 671 Kina        |

Denna tabell: visa • redigera